# CSA Steaua Bucarest (basket-ball)
Pour les articles homonymes, voir Steaua.
Pour le club omnisports, voir CSA Steaua Bucarest.
Le CSA Steaua Bucarest, est un club de basket-ball masculin de première division appartenant au club omnisport du même nom basé à Bucarest. Fondée en 1952, la section masculine fait partie des clubs roumains les plus titrés avec 21 titres de champion de Roumanie, dominant principalement dans les années 60 et 80.

## Historique
La section de basketball du CSA Steaua a été créée en 1952, cinq ans après la fondation du club. Elle s’est affirmée au niveau national en 1956 en remportant son premier titre de champion, avec un total de 42 points sur 44. Au fil des années, les rencontres entre Steaua et Dinamo sont devenues des événements réguliers dans le paysage sportif de Bucarest, attirant un large public, notamment à la salle Floreasca (ro). Le club a continué à se distinguer sur le plan national : un dixième titre a été remporté en 1967, et une victoire notable a été obtenue contre le Dinamo Moscou en 1976.

Dès la fin des années 1950, l’équipe s’est imposée comme une puissance du basketball roumain, avec notamment une série de sept titres consécutifs entamée en 1958, sous la direction de joueurs tels qu’Emil Nicolescu, Mihai Nedef, Andrei Folbert et Alexandru Fodor (it). Le club a aussi brillé à l’échelle européenne, atteignant les demi-finales de la Coupe des clubs champions en 1961, éliminé alors par le futur vainqueur, le CSKA Moscou. Steaua a ensuite cumulé dix titres entre 1980 et 1991, dont un doublé Coupe-Championnat en 1981. Il a continué de participer aux compétitions européennes jusqu’à la fin des années 1990, notamment à la Coupe Korać en 1996 et 1997. 

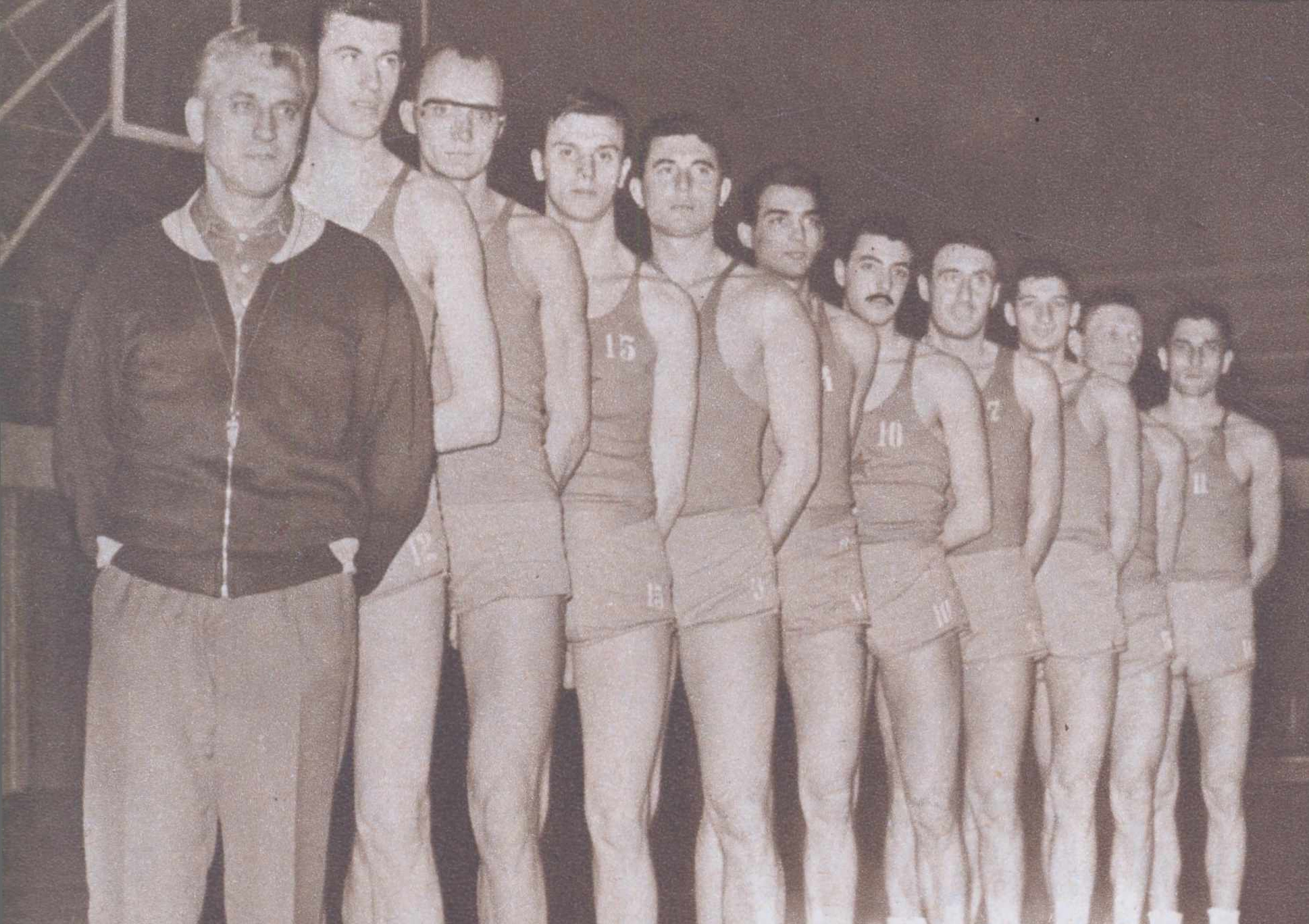
Équipe du Steaua en 1965.

En 1999, une tentative de privatisation de la section a été lancée, suivant le modèle appliqué par la section football un an plus tôt. Le club nouvellement créé, BC Steaua (Baschet Club Steaua), n’a toutefois pas rencontré le succès escompté : relégué en 2002, il n’est jamais remonté en première division et n’a subsisté que sur le papier, tandis que seule une activité junior était maintenue.
En 2008, le CSA Steaua a officiellement relancé sa section de basketball, après avoir récupéré l’usage de la salle du Régiment de la Garde. L’objectif affiché était clair : accéder dès la première saison à la première division. Anton Netolitzchi, ancien joueur du club, en a pris la direction, tandis que Costel Cernat, figure emblématique et alors entraîneur de l’équipe nationale, a été nommé entraîneur principal. L’équipe, jeune (moins de 22 ans de moyenne d’âge), s’est construite avec des moyens limités et un budget estimé à 500 000 euros. Cette relance a été rendue possible grâce à une fusion avec le club BC Târgoviște.
Malgré une période instable, notamment en raison des effets de la crise économique mondiale, l’équipe a retrouvé une certaine régularité à partir de 2014, consolidant sa place dans le championnat national. En 2013, une nouvelle fusion avec le CSM Bucarest a permis d’unifier les forces, et le club a été rebaptisé Steaua CSM EximBank. Ce renouveau a culminé en 2015 avec une première participation à l’Eurocoupe, marquant le retour du club sur la scène européenne, près de deux décennies après ses dernières apparitions continentales.

## Palmarès
Championnat de Roumanie (21) :
- Champion : 1956, 1958, 1959, 1960, 1961, 1962, 1963, 1964, 1966, 1967, 1978, 1980, 1981, 1982, 1984, 1985, 1986, 1987, 1989, 1990, 1991
- Vice-champion : 1969, 1970, 1973, 1974, 1975, 1976, 1977, 1979, 1983, 1988, 1996, 2017, 2018

Coupe de Roumanie (ro) (2) :
- Vainqueur : 1966, 1981
- Finaliste : 2011

## Entraîneurs
- 1954-1968 :  Constantin Herold (en)
- 1968-1975 :  Vasile Popescu
- 1975-1982 :  Mihai Nedef
- 1982-1989 :  Mircea Câmpeanu (it)
- 1989-1994 :  Nicolae Pirsu
- 1994-1999 :  Dumitru Lecca
- 1999-2000 :  Mladen Jojić
- 2008 0000 :  Costel Cernat
- 2009 0000 :  Predrag Vasić
- 2009-2010 :  Teo Čizmić (en)
- 2010-2011 :  Nikša Bavčević (nl)
- 2011-2012 :  Dan Niculescu
- 2012-2013 :  Mladen Jojić
- 2013-2015 :  Nikša Bavčević (nl)
- 2015-2016 :  Hristu Șapera
- 2016-2017 :  Claudiu Fometescu (ro)
- 2017-2018 :  Jukka Toijala (fi)
- 2018-2019 :  Saša Ocokoljić (en)
- 2019-2020 :  Cătălin Burlacu
- 2021-2022 :  Eugen Ilie
- 2022 0000 :  Mladen Jojić
- 2022-2023 :  Zoltan Safar
- 2023-2024 :  Ciprian Enache
- 2024-2025 :  Pedro Monteiro (fi)
- 2025-0000 :  Andrei Mandache

## Joueurs célèbres ou marquants
- Costel Cernat
- Dragoș Nosievici
- Andrei Folbert
- Mihai Nedef
- Randal Falker
- Jason Boone
- Jevohn Shepherd